# Stillborn
Stillborn är det amerikanska death metal-bandet Malevolent Creation tredje studioalbum, utgivet 26 oktober 1993, av Roadrunner Records.
Gruppen ville från början spela in med Scott Burns i Morrisound-studion, men efter att Roadrunner sagt nej på grund av finansiella intressen, låg försäljning och negativa recensioner, så fick Malevolent Creation spela in albumet med Mark Pinske istället. På den brasilianska versionen av albumet medföljdes det en bonusskiva. Låttexterna är skrivna av Brett Hoffmann, förutom "Disciple of Abhorrence" som är skriven av Hoffmann/Lilienthal. Musiken är komponerad av Phil Fascianca, förutom "Disciple of Abhorrence", "Geared for Gain" och "The Way of All Flesh" där han fick hjälp av Jon Rubin.

## Låtförteckning
1. "Dominated Resurgency" – 4:16
2. "The Way of All Flesh" – 4:25
3. "Dominion of Terror" – 4:32
4. "Geared for Gain" – 3:05
5. "Stillborn" – 4:44
6. "Ordain the Hierarchy" – 2:47
7. "Carnivorous Misgivings" – 3:17
8. "Genetic Affliction" – 4:41
9. "Ethnic Cleansing" – 4:23
10. "Disciple of Abhorrence" – 6:19

- Text: Brett Hoffmann (spår 1–9), Hoffmann/Lilienthal (spår 10)
- Musik: Phil Fasciana (spår 1, 3, 5–9), Fasciana/Jon Rubin (spår 2, 4, 10)

Bonusspår på brasilianska versionen
1. "Memorial Arrangements" – 2:37
2. "Premature Burial" – 3:17
3. "Multiple Stab Wounds" – 3:34
4. "Thou Shall Kill!" – 4:30
5. "Eve of the Apocalypse" – 4:20
6. "Systematic Execution" – 4:20
7. "Slaughter of Innocence" – 3:44
8. "Piece By Piece" – 1:55

## Medverkande
Musiker (Malevolent Creation-medlemmar)
- Brett Hoffman – sång
- Phil Fasciana – gitarr
- Jason Blachowicz – basgitarr
- Jon Rubin – gitarr
- Alex Marquez – trummor

Bidragande musiker
- Dave Smadbeck – klaviatur, sampling

Produktion
- Mark Pinske – producent, ljudtekniker, ljudmix
- Phil Fasciana – producent
- Eddy Schreyer – mastering (Future Disc, Hollywood, Kalifornien, USA)
- SMAY – omslagsdesign
- Dan Seagrave – omslagskonst
- Mark Douglas – foto
- Jason Blachowicz – logo
- Big Jeff (Jeff Juszkiewicz) – logo